# Seta Tanyel
Seta Tanyel (Istanboel) is een Armeens-Turks pianiste.
Seta Tanyel studeerde aan de Universität für Musik und darstellende Kunst Wien, bij Dieter Weber en Bruno Seidlhofer. Daarna zette haar studie voort bij Louis Kentner in Londen. In 1975 is ze laureaat van de Koningin Elisabethwedstrijd te Brussel. In 1973 won ze de Internationale Beethoven Wedstrijd in Wenen en in 1974 de eerste versie van de Arthur Rubinstein Competition in Israël. In 1978 gaf ze haar eerste recitals in Amerika (New York en Philadelphia) en Engeland (Londen). Daarna ging ze op tournee door Europa, Rusland,het Midden-Oosten, en Noord- en Zuid-Amerika. Ze trad op met het London Symphony, het Philharmonia, het Wiener Symphoniker en het Israel Philharmonic Orchestra; ze werkte samen met dirigenten als Václav Neumann, Jane Glover, Rafael Frühbeck de Burgos and Joeri Simonov. Recentelijk trad ze op met het BBC Scottish Symphony Orchestra onder leiding van Martyn Brabbins. Ze maakte opnamen bij Chandos, Collins Classics en Hyperion.
- Gemeinsame Normdatei: 134716019
- International Standard Name Identifier: 0000 0000 7839 563X
- Library of Congress Control Number: n78077530
- MusicBrainz: ef4a6236-381d-4945-96e0-14b6f5679976
- Nationale Bibliotheek van Tsjechië: xx0087489
- Nationale Bibliotheek van Israël: 987007314837705171
- Virtual International Authority File: 69118223
- WorldCat: E39PBJxMmrBGHh6FwHxG7xGyh3